# حركة المجاهدين الفلسطينية
حركة المجاهدين الفلسطينية هي أحد أبرز الفصائل الإسلامية المسلحة في فلسطين،  وقد انبثقت من حركة فتح إلى جانب جناحها العسكري (كتائب المجاهدين) التي كانت تمثل قواتها لواءًا سابقًا بكتائب شهداء الأقصى، وهو لواء الشهيد جمال العماري. تأسست الحركة عام 2001 كمجموعات عسكرية عرفت باسم كتيبة المجاهدين بقيادة المؤسس عمر أبو شريعة مع بداية انتفاضة الأقصى.